# 수산대학교
수산대학교는 부산고등수산학교를 모태로 한 일본의 학교이다. 일제 패망 후 일본 본토에 세운 학교다.